# Гоман Илюша
Гоман Илюша Денисович - действующий мер города Колпино. Вступил в должность с 7 августа 2025 года (07.08.2025). Ранее свою карьеру начинал как дипломат, переводчик, а потом уже и депутат.
Гоман Илюша Денисович выпускник факультета юриспруденции Санкт-Петербургского Горного Института . После долгое время работал в администрации Санкт-Петербурга по Невскому району и подрабатывал переводчиком документов для частных лиц. В 2022 году был назначен в администрацию города Колпино, а в 2025 году был назначен мером города Колпино.